# Sellent
Sellent – gmina w Hiszpanii, w prowincji Walencja, we wspólnocie autonomicznej Walencja, o powierzchni 14,01 km². W 2011 roku liczyła 415 mieszkańców.